# Пезенас
 Тази статия е за града във Франция.  За кантона вижте Пезенас (кантон).  
Пезенас (на френски: Pézenas) е град в южна Франция, център на кантона Пезенас в департамент Еро на регион Лангедок-Русийон. Населението му е 8187 души (по данни от 1 януари 2016 г.).
Разположен е в долината на река Еро, на 20 km от Средиземно море и на 50 km западно от Монпелие. Известен е от ранното Средновековие, когато в града се провеждат важни за Лангедок панаири. От 1261 година Пезенас е сеньория на кралете на Франция, а панаирите получават значителни привилегии.

## Известни личности
Родени в Пезенас
- Боби Лапоант (1922 – 1972), певец

Починали в Пезенас
- Боби Лапоант (1922 – 1972), певец